# Óscar Ruiz
Óscar Ruiz (Villavicencio, 1969. november 1. –) kolumbiai nemzetközi labdarúgó-játékvezető.

## Pályafutása

### Nemzeti játékvezetés
Édesapja is játékvezető volt, az ő példáját követve tette le a játékvezetői vizsgát. Különböző labdarúgó osztályokban szerezte meg a szükségszerű tapasztalatokat, 1992-ben lett a legmagasabb osztály képviselője, ahol a Millionarios–Indepediente Santa Fe csapatok mérkőzésével debütált. A nemzeti játékvezetéstől 2012-ben vonult vissza.

### Nemzetközi játékvezetés
A Kolumbiai labdarúgó-szövetség Játékvezető Bizottsága (JB) terjesztette fel nemzetközi játékvezetőnek, a Nemzetközi Labdarúgó-szövetség (FIFA) 1995-től tartotta nyilván bírói keretében. Nemzetközi debütálása 1995. július 12-én, a Paraguay–Venezuela nemzetek közötti válogatott találkozó volt. Több nemzetek közötti válogatott és klubmérkőzést vezetett, nemzetközi foglalkoztatása kiemelkedő. A FIFA és a CONMEBOL JB besorolás szerint elit kategóriás bíró. Az aktív nemzetközi játékvezetéstől 2011-ben búcsúzott.

#### Labdarúgó-világbajnokság

##### U20-as labdarúgó-világbajnokság
Malajzia az 1997-es ifjúsági labdarúgó-világbajnokságot, az Egyesült Arab Emírségek a 2003-as ifjúsági labdarúgó-világbajnokságot, Hollandia a 2005-ös ifjúsági labdarúgó-világbajnokságot valamint Egyiptom a 2009-es U20-as labdarúgó-világbajnokságot rendezte, ahol a FIFA JB hivatalnokként alkalmazta.

##### 1997-es ifjúsági labdarúgó-világbajnokság
| Időpont          | Helyszín                       | Mérkőzés típusa              | Mérkőzés                           | Eredmény | Nézők száma |
| ---------------- | ------------------------------ | ---------------------------- | ---------------------------------- | -------- | ----------- |
| 1997. június 17. | Darul Aman Stadion, Alor Setar | csoportmérkőzés (C. csoport) | Ghána–Írország                     | 2 – 1    | 5100        |
| 1997. június 19. | Darul Aman Stadion, Alor Setar | csoportmérkőzés (C. csoport) | Írország–Amerikai Egyesült Államok | 2 – 1    | 5000        |

##### 2003-as ifjúsági labdarúgó-világbajnokság
| Időpont            | Helyszín                              | Mérkőzés típusa              | Mérkőzés                                   | Eredmény | Nézők száma |
| ------------------ | ------------------------------------- | ---------------------------- | ------------------------------------------ | -------- | ----------- |
| 2003. december 1.  | Városi Stadion, Sharjah               | csoportmérkőzés (B. csoport) | Mali labdarúgó-válogatott–Spanyolország    | 0 – 2    | 6500        |
| 2003. december 4.  | Mohammad Bin Zayed Stadion, Abu-Dzabi | csoportmérkőzés (A. csoport) | Egyesült Arab Emírségek–Burkina Faso       | 0 – 0    | 13 000      |
| 2003. december 8.  | Al-Maktoum Stadion, Dubaj             | egyik nyolcaddöntő           | Amerikai Egyesült Államok–Elefántcsontpart | 2 – 0    | 3210        |
| 2003. december 12. | Al-Maktoum Stadion, Dubaj             | egyik negyeddöntő            | Japán–Brazília                             | 1 – 5    | 10 000      |

##### 2005-ös ifjúsági labdarúgó-világbajnokság
| Időpont          | Helyszín                           | Mérkőzés típusa              | Mérkőzés                              | Eredmény | Nézők száma |
| ---------------- | ---------------------------------- | ---------------------------- | ------------------------------------- | -------- | ----------- |
| 2005. június 10. | Parkstad Limburg Stadion, Kerkrade | csoportmérkőzés (A. csoport) | Hollandia–Japán                       | 2 – 1    | 19 500      |
| 2005. június 14. | Arke Stadion, Enschede             | csoportmérkőzés (D. csoport) | Amerikai Egyesült Államok–Németország | 0 – 0    | 10 350      |
| 2005. június 18. | Arke Stadion, Enschede             | csoportmérkőzés (F. csoport) | Nigéria–Svájc                         | 3 – 0    | 8000        |

##### 2009-es ifjúsági labdarúgó-világbajnokság
| Időpont              | Helyszín              | Mérkőzés típusa              | Mérkőzés                 | Eredmény | Nézők száma |
| -------------------- | --------------------- | ---------------------------- | ------------------------ | -------- | ----------- |
| 2009. szeptember 29. | Szuezi stadion, Szuez | csoportmérkőzés (C. csoport) | Dél-Korea–Németország    | 1 – 1    | 28 000      |
| 2009. október 2.     | Szuezi stadion, Szuez | csoportmérkőzés (D. csoport) | Üzbegisztán–Anglia       | 1 – 1    | 27 000      |
| 2009. október 9.     | Szuezi stadion, Szuez | egyik negyeddöntő            | Olaszország–Magyarország | 2 – 3    | 31 000      |

---

##### U17-es labdarúgó-világbajnokság
Peru rendezte a 2005-ös U17-es labdarúgó-világbajnokságot, ahol a FIFA JB mérkőzés koordinátornak jelölte.

###### 2005-ös U17-es labdarúgó-világbajnokság
| Időpont              | Helyszín                   | Mérkőzés típusa              | Mérkőzés                                   | Eredmény | Nézők száma |
| -------------------- | -------------------------- | ---------------------------- | ------------------------------------------ | -------- | ----------- |
| 2005. szeptember 19. | Mansiche Stadion, Trujillo | csoportmérkőzés (A. csoport) | Peru–Kína                                  | 0 – 1    | 20 000      |
| 2005. szeptember 19. | Nemzeti Stadion, Lima      | csoportmérkőzés (C. csoport) | Amerikai Egyesült Államok–Elefántcsontpart | 1 – 1    | 12 000      |

---
A világbajnoki döntőhöz vezető úton Franciaország a XVI., az 1998-as labdarúgó-világbajnokságot, Dél-Korea és Japán a XVII., a 2002-es labdarúgó-világbajnokságot valamint Németország a XVIII., a 2006-os labdarúgó-világbajnokságot rendezte, ahol a FIFA JB bírókánt foglalkoztatta. 
Selejtező mérkőzéseket 1998-ban a CONMEBOL és a CONCACAF zónákban vezetett. Világbajnokságokon vezetett mérkőzéseinek száma: 6.

##### 1998-as labdarúgó-világbajnokság

###### Selejtező mérkőzés
| Időpont             | Helyszín                               | Mérkőzés típusa              | Mérkőzés            | Eredmény | Nézők száma |
| ------------------- | -------------------------------------- | ---------------------------- | ------------------- | -------- | ----------- |
| 1996. október 9.    | Defensores del Chaco Stadion, Asunción | előselejtező (5. forduló)    | Paraguay–Chile      | 2 – 1    | 45 000      |
| 1997. január 12.    | Hernando Siles Stadion, La Paz         | előselejtező (8. forduló)    | Bolívia–Ecuador     | 2 – 0    | 39 968      |
| 1997. május 4.      | Cuscatlán Stadion, San Salvador        | előselejtező (Döntő csoport) | Salvador–Costa Rica | 2 – 1    | 35 611      |
| 1997. szeptember 7. | Independence Park Stadion, Kingston    | előselejtező (Döntő csoport) | Jamaica–Kanada      | 1 – 0    | 30 000      |

##### 2002-es labdarúgó-világbajnokság
Selejtező mérkőzéseket a CONMEBOL, a CONCACAF, valamint az AFC zónákban vezetett.

###### Selejtező mérkőzés
| Időpont             | Helyszín                                    | Mérkőzés típusa              | Mérkőzés            | Eredmény | Nézők száma |
| ------------------- | ------------------------------------------- | ---------------------------- | ------------------- | -------- | ----------- |
| 2000. június 28.    | Maracanã Stadion, Rio de Janeiro            | előselejtező (4. forduló)    | Brazília–Uruguay    | 1 – 1    | 50 000      |
| 2000. szeptember 3. | Nemzeti Stadion, Lima                       | előselejtező (8. forduló)    | Peru–Argentína      | 1 – 2    | 43 951      |
| 2001. április 25.   | Hernando Siles Stadion, La Paz              | előselejtező (12. forduló)   | Bolívia–Argentína   | 3 – 3    | 35 000      |
| 2001. július 1.     | Tiburcio Carías Andino Stadion, Tegucigalpa | előselejtező (Döntő csoport) | Honduras–Costa Rica | 2 – 3    | 38 000      |
| 2001. október 5.    | Nemzetközi Stadion, Ammán                   | előselejtező (B csoport)     | Irak–Szaúd-Arábia   | 1 – 2    | 17 000      |

###### Világbajnoki mérkőzés
| Időpont          | Helyszín                     | Mérkőzés típusa              | Mérkőzés                | Eredmény | Nézők száma |
| ---------------- | ---------------------------- | ---------------------------- | ----------------------- | -------- | ----------- |
| 2002. június 4.  | Világbajnoki Stadion, Puszan | csoportmérkőzés (D. csoport) | Dél-Korea–Lengyelország | 2 – 0    | 48 760      |
| 2002. június 13. | Világbajnoki Stadion, Szöul  | selejtező (C. csoport)       | Kína–Törökország        | 3 – 0    | 43 605      |
| 2002. június 22. | Városi Stadion, Oszaka       | egyik negyeddöntő            | Szenegál–Törökország    | 0 – 1    | 44 233      |

##### 2006-os labdarúgó-világbajnokság
Selejtező mérkőzéseket a CONMEBOL zónában vezetett.

###### Selejtező mérkőzés
| Időpont              | Helyszín                               | Mérkőzés típusa              | Mérkőzés                   | Eredmény | Nézők száma |
| -------------------- | -------------------------------------- | ---------------------------- | -------------------------- | -------- | ----------- |
| 2003. szeptember 10. | Defensores del Chaco Stadion, Asunción | előselejtező (2. forduló)    | Paraguay–Uruguay           | 4 – 1    | 15 000      |
| 2003. november 16    | Monumental "U" Stadion, Lima           | előselejtező (3. forduló)    | Peru–Brazília              | 1 – 1    | 70 000      |
| 2004. március 31.    | Defensores del Chaco Stadion, Asunción | előselejtező (5. forduló)    | Paraguay–Brazília          | 0 – 0    | 40 000      |
| 2004. június 2.      | Mineirão Stadion, Belo Horizonte       | előselejtező (6. forduló)    | Brazília–Argentína         | 3 – 1    | 60 000      |
| 2004. október 13.    | Defensores del Chaco Stadion, Asunción | előselejtező (10. forduló)   | Paraguay–Peru              | 1 – 1    | 30 000      |
| 2004. november 17.   | Olímpico Atahualpa Stadion, Quito      | előselejtező (11. forduló)   | Ecuador–Brazília           | 1 – 0    | 38 308      |
| 2005. március 26.    | Nemzeti Stadion, Santiago de Chile     | előselejtező (12. forduló)   | Chile–Uruguay              | 1 – 1    | 55 000      |
| 2005. november 16.   | Nemzeti Stadion, Riffa                 | AFC/CONCACAF zónák rájátszás | Bahrein–Trinidad és Tobago | 0 – 1    | 35 000      |

###### Világbajnoki mérkőzés
| Időpont          | Helyszín                       | Mérkőzés típusa              | Mérkőzés                   | Eredmény | Nézők száma |
| ---------------- | ------------------------------ | ---------------------------- | -------------------------- | -------- | ----------- |
| 2006. június 16. | Mercedes-Benz Arena, Stuttgart | csoportmérkőzés (C. csoport) | Hollandia–Elefántcsontpart | 2 – 1    | 52 000      |

##### 2010-es labdarúgó-világbajnokság
2008-ban a FIFA JB bejelentette, hogy a Dél-afrikai rendezésű világbajnokság 54 lehetséges játékvezetőjének átmeneti listájára jelölte. Az első rostálást követő 38-as, szűkítette keretben is maradt a jelöltek között. A kiválasztottak mindegyike részt vett több szakmai szemináriumon. A végleges listát különböző technikai, fizikai, pszichológiai és egészségügyi tesztek teljesítése, valamint különböző erősségű összecsapásokon mutatott teljesítmények alapján állították össze. A FIFA 2010. február 5-én kijelölte a (június 11.-július 11.) közötti dél-afrikai világbajnokságon közreműködő harminc játékvezetőt.

###### Selejtező mérkőzés
| Időpont              | Helyszín                             | Mérkőzés típusa            | Mérkőzés           | Eredmény | Nézők száma |
| -------------------- | ------------------------------------ | -------------------------- | ------------------ | -------- | ----------- |
| 2007. október 17.    | Nemzeti Stadion, Santiago            | előselejtező (2. forduló)  | Chile–Peru         | 2 – 0    | 58 000      |
| 2007. november 21.   | Nemzeti Stadion, Santiago            | előselejtező (4. forduló)  | Chile–Paraguay     | 0 – 3    | 52 320      |
| 2008. június 18.     | Mineirão Stadion, Belo Horizonte     | előselejtező (6. forduló)  | Brazília–Argentína | 0 – 0    | 65 000      |
| 2008. szeptember 10. | Központi Stadion, Montevideo         | előselejtező (8. forduló)  | Uruguay–Ecuador    | 0 – 0    | 45 000      |
| 2008. október 10.    | Nemzeti Stadion, Santiago            | előselejtező (10. csoport) | Chile–Argentína    | 1 – 0    | 65 000      |
| 2009. június 10.     | Arruda Stadion, Recife               | előselejtező (14. forduló) | Brazília–Paraguay  | 2 – 1    | 56 682      |
| 2009. szeptember 5.  | Gigante de Arroyito Stadion, Rosario | előselejtező (15. forduló) | Argentína–Brazília | 1 – 3    | 37 000      |

###### Világbajnoki mérkőzés
| Időpont          | Helyszín                         | Mérkőzés típusa              | Mérkőzés                 | Eredmény | Nézők száma |
| ---------------- | -------------------------------- | ---------------------------- | ------------------------ | -------- | ----------- |
| 2010. június 17. | Free State Stadion, Bloemfontein | csoportmérkőzés (B. csoport) | Görögország–Nigéria      | 2 – 1    | 31 593      |
| 2010. június 22. | Free State Stadion, Bloemfontein | csoportmérkőzés (A. csoport) | Franciaország–Dél-Afrika | 1 – 2    | 39 415      |

#### Konföderációs kupa
Mexikó a 4., az 1999-es konföderációs kupát, Dél-Korea és Japán az 5., 2001-es konföderációs kupát rendezte, ahol a FIFA JB bíróként foglalkoztatta.

##### 1999-es konföderációs kupa
| Időpont            | Helyszín                     | Mérkőzés típusa              | Mérkőzés              | Eredmény | Nézők száma |
| ------------------ | ---------------------------- | ---------------------------- | --------------------- | -------- | ----------- |
| 1999. július 25.   | Estadio Azteca, Mexikóváros  | csoportmérkőzés (A. csoport) | Mexikó–Szaúd-Arábia   | 5 – 1    | 85 000      |
| 1999. július 25.   | Estadio Azteca, Mexikóváros  | csoportmérkőzés (A. csoport) | Bolívia–Mexikó        | 0 – 1    | 55 000      |
| 1999. augusztus 1. | Estadio Jalisco, Guadalajara | egyik elődöntő               | Brazília–Szaúd-Arábia | 8 – 2    | 48 000      |

##### 2001-es konföderációs kupa
| Időpont         | Helyszín                     | Mérkőzés típusa              | Mérkőzés             | Eredmény | Nézők száma |
| --------------- | ---------------------------- | ---------------------------- | -------------------- | -------- | ----------- |
| 2001. június 3. | Világbajnoki Stadion, Szuvon | csoportmérkőzés (A. csoport) | Dél-Korea–Ausztrália | 1 – 0    | 42 754      |

#### Copa América
Bolívia a 37., az 1995-ös Copa América, Paraguay a 39., az 1999-es Copa América, Kolumbia a 40., a 2001-es Copa América, Peru a 41., a 2004-es Copa América valamint Venezuela a 42., a 2007-es Copa América kiírást rendezte, amely a Dél-amerikai válogatottak első számú tornája. A CONMEBOL JB mérkőzésvezetőként alkalmazta.

##### 1995-ös Copa América

###### Copa América mérkőzés
| Időpont          | Helyszín                            | Mérkőzés típusa              | Mérkőzés                         | Eredmény | Nézők száma |
| ---------------- | ----------------------------------- | ---------------------------- | -------------------------------- | -------- | ----------- |
| 1995. július 12. | Domingo Burgueño Stadion, Maldonado | csoportmérkőzés (A. csoport) | Paraguay–Venezuela               | 3 – 2    | 2000        |
| 1995. július 17. | Parque Artigas Stadion, Paysandú    | egyik negyeddöntő            | Amerikai Egyesült Államok–Mexikó | 0 – 0    | 6500        |

##### 1999-es Copa América

###### Copa América mérkőzés
| Időpont          | Helyszín                                  | Mérkőzés típusa              | Mérkőzés         | Eredmény |
| ---------------- | ----------------------------------------- | ---------------------------- | ---------------- | -------- |
| 1999. július 5.  | Río Paraití Stadion, Pedro Juan Caballero | csoportmérkőzés (A. csoport) | Paraguay–Peru    | 1 – 0    |
| 1999. július 10. | Defensores del Chaco Stadion, Asunción    | egyik negyeddöntő            | Paraguay–Uruguay | 1 – 1    |
| 1999. július 18. | Defensores del Chaco Stadion, Asunción    | döntő                        | Uruguay–Brazília | 0 – 3    |

##### 2001-es Copa América

###### Copa América mérkőzés
| Időpont          | Helyszín                       | Mérkőzés típusa              | Mérkőzés           | Eredmény | Nézők száma |
| ---------------- | ------------------------------ | ---------------------------- | ------------------ | -------- | ----------- |
| 2001. július 12. | Pascual Guerrero Stadion, Cali | csoportmérkőzés (B. csoport) | Brazília–Mexikó    | 0 – 1    | 38 000      |
| 2001. július 22. | Központi Stadion, Armenia      | egyik negyeddöntő            | Costa Rica–Uruguay | 1 – 2    | 29 000      |

##### 2004-es Copa América

###### Copa América mérkőzés
| Időpont          | Helyszín                   | Mérkőzés típusa              | Mérkőzés            | Eredmény | Nézők száma |
| ---------------- | -------------------------- | ---------------------------- | ------------------- | -------- | ----------- |
| 2004. június 8.  | Városi Stadion, Arequipa   | csoportmérkőzés (C. csoport) | Costa Rica–Paraguay | 0 – 1    | 30 000      |
| 2004. június 18. | Miguel Grau Stadion, Piura | egyik negyeddöntő            | Mexikó–Brazília     | 0 – 4    | 22 000      |

##### 2007-es Copa América

###### Copa América mérkőzés
| Időpont          | Helyszín                                     | Mérkőzés típusa              | Mérkőzés         | Eredmény | Nézők száma |
| ---------------- | -------------------------------------------- | ---------------------------- | ---------------- | -------- | ----------- |
| 2007. június 27. | Polideportivo Cachamay Stadion, Puerto Ordaz | csoportmérkőzés (B. csoport) | Ecuador–Chile    | 2 – 3    | 35 000      |
| 2007. július 10. | José Pachencho Romero Stadion, Maracaibo     | egyik elődöntő               | Uruguay–Brazília | 2 – 2    | 38 010      |

#### CONCACAF-aranykupa
Az Amerikai Egyesült Államok rendezte a 8., a 2005-ös CONCACAF-aranykupa tornát, ahol  hivatalnoki feladatot kapott.

##### 2005-ös CONCACAF-aranykupa

###### CONCACAF-aranykupa mérkőzés
| Időpont          | Helyszín                               | Mérkőzés típusa              | Mérkőzés         | Eredmény | Nézők száma |
| ---------------- | -------------------------------------- | ---------------------------- | ---------------- | -------- | ----------- |
| 2005. július 10. | Memorial Coliseum Stadion, Los Angeles | csoportmérkőzés (C. csoport) | Mexikó–Guatemala | 4 – 0    | 30 710      |

#### Nemzetközi kupamérkőzések
Vezetett kupa-döntők száma: 10

##### Copa Libertadores
| Időpont             | Helyszín                                  | Mérkőzés típusa         | Mérkőzés                                         | Eredmény | Nézők száma |
| ------------------- | ----------------------------------------- | ----------------------- | ------------------------------------------------ | -------- | ----------- |
| 2002. július 10.    | Pacaembu Stadion, São Paulo               | döntő második mérkőzése | Santo André–Olimpia Asunción                     | 1 – 2    | 55 000      |
| 2003. június 25.    | La Bombonera Stadion, Buenos Aires        | döntő                   | CA Boca Juniors–Santos FC                        | 2 – 0    | 57 000      |
| 2007. június 20.    | Olímpico Monumental Stadion, Porto Alegre | döntő második mérkőzése | Grêmio Foot-Ball Porto Alegrense–CA Boca Juniors | 0 – 2    | 60 000      |
| 2010. augusztus 18. | Olímpico Monumental Stadion, Porto Alegre | döntő második mérkőzése | Internacional–CD Guadalajara                     | 3 – 2    | 56 000      |

##### Dél-Amerikai Kupa
| Időpont           | Helyszín                             | Mérkőzés típusa        | Mérkőzés                   | Eredmény | Nézők száma |
| ----------------- | ------------------------------------ | ---------------------- | -------------------------- | -------- | ----------- |
| 2007. december 5. | Presidente Perón Stadion, Avellaneda | döntő                  | Arsenal de Sarandí–América | 1 – 2    | 30 000      |
| 2010. december 8. | Presidente Perón Stadion, Avellaneda | döntő második mérkőzés | Independiente–Goiás        | 3 – 1    | 38 000      |

##### Copa Mercosur
| Időpont         | Helyszín                             | Mérkőzés típusa        | Mérkőzés                | Eredmény | Nézők száma |
| --------------- | ------------------------------------ | ---------------------- | ----------------------- | -------- | ----------- |
| 2002 január 24. | Pedro Bidegain Stadion, Buenos Aires | második döntő mérkőzés | San Lorenzo–CR Flamengo | 1 – 1    |             |

##### Copa Merconorte
| Időpont           | Helyszín               | Mérkőzés típusa        | Mérkőzés                         | Eredmény | Nézők száma |
| ----------------- | ---------------------- | ---------------------- | -------------------------------- | -------- | ----------- |
| 1998. december 9. | Olimpiai Stadion, Cali | második döntő mérkőzés | Deportivo Cali–Atlético Nacional | 0 – 1    | 38 000      |

##### Dél-amerikai szupermérkőzés
| Időpont           | Helyszín                  | Mérkőzés típusa | Mérkőzés                      | Eredmény | Nézők száma |
| ----------------- | ------------------------- | --------------- | ----------------------------- | -------- | ----------- |
| 2011. április 25. | El Campín Stadion, Bogotá | döntő           | Millonarios–Atlético Nacional | 1 – 2    |             |

##### Interkontinentális kupa
| Időpont            | Helyszín               | Mérkőzés típusa | Mérkőzés                       | Eredmény | Nézők száma |
| ------------------ | ---------------------- | --------------- | ------------------------------ | -------- | ----------- |
| 2000. november 28. | Nemzeti Stadion, Tokió | döntő           | CA Boca Juniors–Real Madrid CF | 2 – 1    | 52 511      |

## Szakmai sikerek
A IFFHS (International Federation of Football History & Statistics)  1987-2011 évadokról tartott nemzetközi szavazásán 151, játékvezető besorolásával minden idők 5, legjobb bírójának rangsorolta. A 2008-as szavazáshoz képest a 15, helyről lépett előre.

## Családi kapcsolat
Testvére szintén játékvezetőként tevékenykedik.